# Храм Светог Василија Острошког и Светог Петра Дабробосанског у Велечеву
Храм Светог Василија Острошког и Светог Петра Дабробосанског у Велечеву је храм Српске православне цркве који припада Митрополији дабробосанској. Налази се у Велечеву, Општина Фоча, Република Српска, Босна и Херцеговина. Делује под окриљем Богословије Светог Петра Дабробосанског.